# Zal Yanovsky
Zalman Yanovsky dit Zal Yanovsky (1944-2002) est un chanteur canadien.

## Biographie
Il est l'un des premiers artistes à porter un chapeau de cow-boy et des vêtements de style «Davy Crockett». Il commence sa carrière musicale en jouant dans des cafés de musique folk à Toronto. Il a vécu dans un kibboutz en Israël pendant une courte période avant de revenir au Canada. Il a fait équipe avec son compatriote canadien Denny Doherty dans les Halifax Three. Les deux ont rejoint Cass Elliot dans les Mugwumps, ce groupe est cité dans la chanson de John Phillips et Michelle Phillips, "Creeque Alley", qui raconte la formation du groupe The Mamas and the Papas. C'est à ce moment qu'il a rencontré John Sebastian, ensemble, ils forment le Lovin 'Spoonful avec Steve Boone et Joe Butler.
Il quitte l'industrie musicale en 1979 et devient chef et restaurateur. Il s'établit avec sa deuxième épouse, Rose Richardson, et ouvrent le restaurant "Chez Piggy" en 1979 puis le "Pan Chancho Bakery" en 1994, tous deux à Kingston en Ontario. Le succès de Chez Piggy a incité la publication d'un livre de recettes "The Chez Piggy Cookbook, Firefly Books, 1998" . 
Il décède d'une crise cardiaque en décembre 2002. Sa fille Zoe Yanovsky et sa mère l'actrice Jackie Burroughs ont repris ses deux restaurants.

## Discographie

### Singles
- "As Long As You're Here" (Billboard #101, Cashbox #73)/"Ereh Er'uoy Sa Gnol Sa"—Buddah 12—1968
- "I Almost Lost My Mind"
- "Alive and Well in Argentina "

### Albums
- Alive and Well in Argentina – Buddah BDS-5019 – 1968

Raven in a Cage / You Talk Too Much / Last Date / Little Bitty Pretty One / Alive and Well in Argentina / Brown To Blue / Priscilla Millionaira / I Almost Lost My Mind / Hip Toad / Lt. Schtinckhausen
- Alive and Well in Argentina – Kama Sutra KSBS-2030 – 1971

Same tracks as above, but also includes "As Long As You're Here" (side 1, track 6).  Completely different album cover and liner notes than the original release.